# Martin Huber (Politiker, 1977)

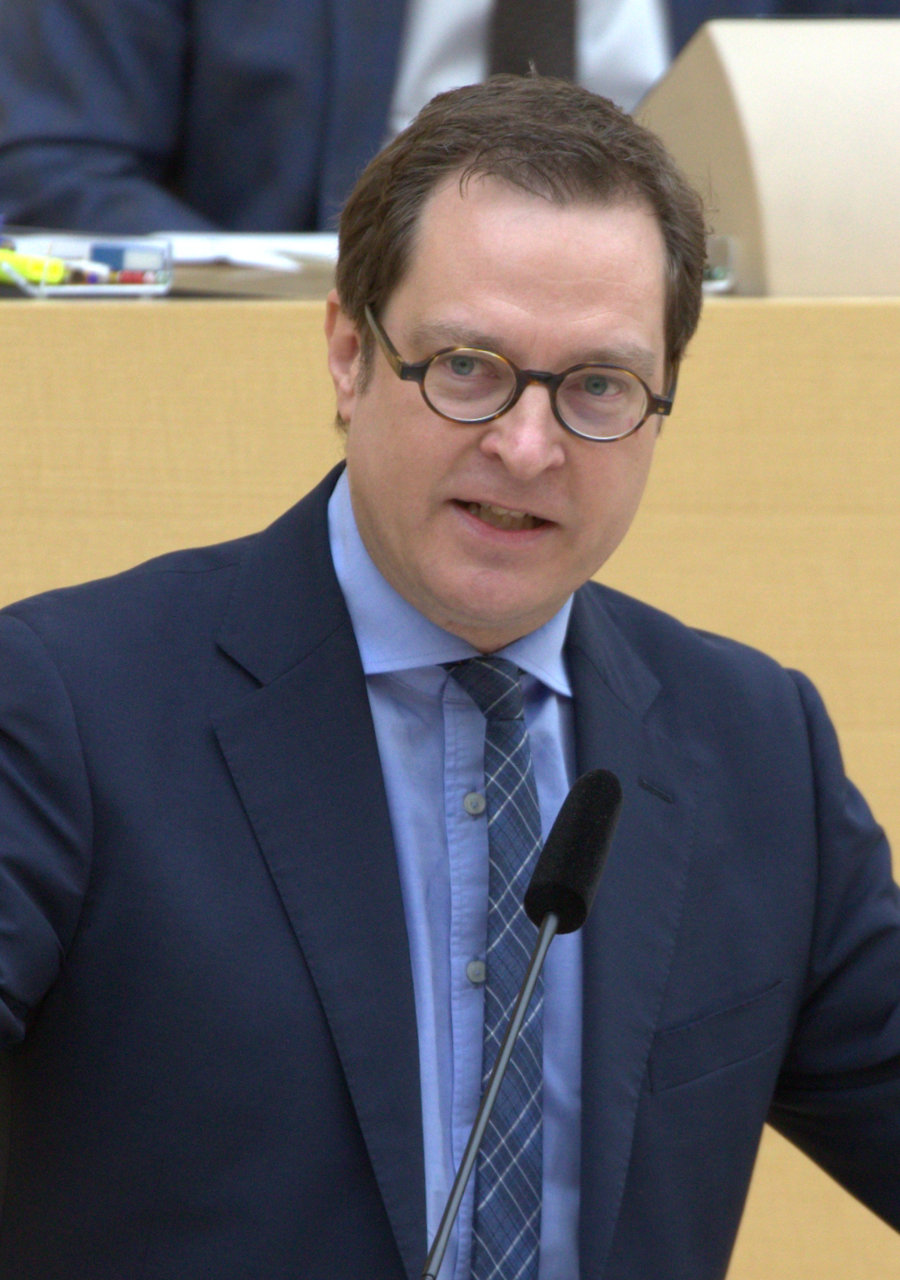
Martin Huber (2019)

Martin Andreas Huber (* 16. November 1977 in Mühldorf am Inn) ist ein deutscher Politiker (CSU). Er ist seit der Landtagswahl 2013 Mitglied des Bayerischen Landtags und seit dem 6. Mai 2022 Generalsekretär seiner Partei.

## Leben
Martin Huber wuchs in Töging am Inn auf. Von 1999 bis 2004 studierte er Politikwissenschaft, Wirtschafts- und Sozialgeschichte sowie Bayerische Geschichte an der Ludwig-Maximilians-Universität (LMU) in München; dort wurde er 2007 bei Alois Schmid mit cum laude promoviert, wobei er jedoch auf das Führen des Doktortitels aufgrund von Plagiatsvorwürfen verzichtete.
Huber ist römisch-katholisch und verheiratet. Er ist Vater einer Tochter.

## Politik
Von 2004 bis 2007 war Huber Mitarbeiter in der Abteilung Öffentlichkeitsarbeit der CSU-Landesleitung sowie von 2004 bis 2008 freier Mitarbeiter des CSU-Bundestagsabgeordneten Stephan Mayer. 2008 wurde er persönlicher Referent des CSU-Vorsitzenden Erwin Huber in der CSU-Landesleitung und behielt diese Funktion bei dessen Nachfolger Horst Seehofer. Mit seinem Einzug in den Landtag schied er 2013 aus dieser Position aus.
Huber ist seit 2008 Kreisrat im Landkreis Altötting und seit 2014 Mitglied im Stadtrat seiner Heimatstadt Töging am Inn.
Bei der Landtagswahl 2013, der Landtagswahl 2018 und der Landtagswahl 2023 wurde er zum Mitglied des Bayerischen Landtags gewählt. Dort ist er Mitglied in den Ausschüssen für Eingaben und Beschwerden, für Umwelt und Verbraucherschutz und für Bundes- und Europaangelegenheiten sowie regionale Beziehungen.
Am 6. Mai 2022 wurde Huber vom CSU-Vorsitzenden Markus Söder dem Parteivorstand als Nachfolger des zurückgetretenen Generalsekretärs Stephan Mayer vorgeschlagen. Der CSU-Vorstand stimmte dem Vorschlag am gleichen Tag einstimmig zu.
Am 9. Oktober 2023, einen Tag nach der Landtagswahl in Bayern, wurde Huber wiedergewählt.

## Plagiatsvorwürfe und Verzicht auf Führen des Doktorgrads
Zwei Tage nach Hubers Ernennung zum CSU-Generalsekretär (am 8. Mai 2022) wurden Plagiatsvorwürfe öffentlich: Der Jurist Jochen Zenthöfer erklärte in der Bild am Sonntag, Hubers 2008 veröffentlichte Dissertation weise bereits auf den ersten 26 Seiten insgesamt 25 Zitate mit fehlender oder falscher Quellenangabe auf. Somit lägen „eklatante Verstöße gegen die gute wissenschaftliche Praxis“ vor. Eine Überprüfung des Promotionsausschusses der LMU München ergab, dass eine Täuschungsabsicht nicht zweifelsfrei nachgewiesen werden konnte, da Huber „seine Vorlagen durchwegs angegeben und der Betreuer der Arbeit diese Arbeitsweise als akzeptabel bewertet“ habe. Die Voraussetzungen für einen Entzug des Doktorgrades seien somit nicht gegeben. Der Ausschuss urteilte aber, die Handhabung der Formalia als wissenschaftliche Technik entspreche nicht den Anforderungen an eine Dissertation: Hubers Arbeit hätte demnach seinerzeit „nicht als Dissertationsleistung angenommen werden dürfen“. Huber verzichtete am gleichen Tag freiwillig auf das Führen des Doktorgrads.

## Veröffentlichungen
- Die Bundestagswahlkämpfe der CDU/CSU als Oppositionsparteien 1972, 1976, 1980, 2002, ISBN 978-3-8316-0767-9 (zugleich Magisterarbeit, LMU München, 2004)
- Der Einfluss der CSU auf die Westpolitik der Bundesrepublik Deutschland von 1954 bis 1969 im Hinblick auf die Beziehungen zu Frankreich und den USA. Utz, München 2008, ISBN 978-3-8316-0760-0 (zugleich Dissertation, LMU München, 2008).